# Black (album)
Pour les articles homonymes, voir Black.
Albums de Lita Ford
Dangerous Curves
(1991) Wicked Wonderland
(2009)
Black est le 6e album studio de Lita Ford sorti en 1995. Il s'agit du dernier album de Lita Ford durant les années 90.

## Liste des titres
Toutes les pistes par Lita Ford et Michael Dan Ehmig, sauf indication.
1. Black - 5:07
2. Fall - 5:18 - (Lita Ford, Holiday, Carter, Dennison)
3. Lover Man - 5:55
4. Killin' Kind - 4:29 - (Lita Ford, Dan Ehmig, Rhodes)
5. Hammerhead - 4:37
6. Boilin' Point - 3:51
7. Where Will I Find My Heart Tonight? - 4:17
8. War of the Angels - 4:46
9. Joe - 5:40 - (Lita Ford, Holiday, Carter, Dennison)
10. White Lightnin - 3:58
11. Smokin' Toads - 4:13 - (Lita Ford)
12. Spider Monkey - 6:21

## Single
- 1995: Killin' Kind

## Musiciens

### Composition du groupe
- Lita Ford: Chants & Guitare
- Larry Dennison: Basse
- Rodger Carter: Batterie

### Musiciens additionnel
- Steve Reid: Percussions.
- Bruce Robb: Orgue Hammond B-3
- Jimmy Z: Harmonica
- Jim Gillette: Chœurs
- Michael Dan Ehmig: Chœurs
- Pork Chop: Chœurs
- Dave King: Chœurs
- Jeff Scott Soto: Chœurs
- Billy Dicicco: Chœurs